# Hynobius retardatus
Hynobius retardatus är en groddjursart som beskrevs av Dunn 1923. Hynobius retardatus ingår i släktet Hynobius och familjen Hynobiidae. IUCN kategoriserar arten globalt som livskraftig. Inga underarter finns listade i Catalogue of Life.